# Jadeit egirynowy

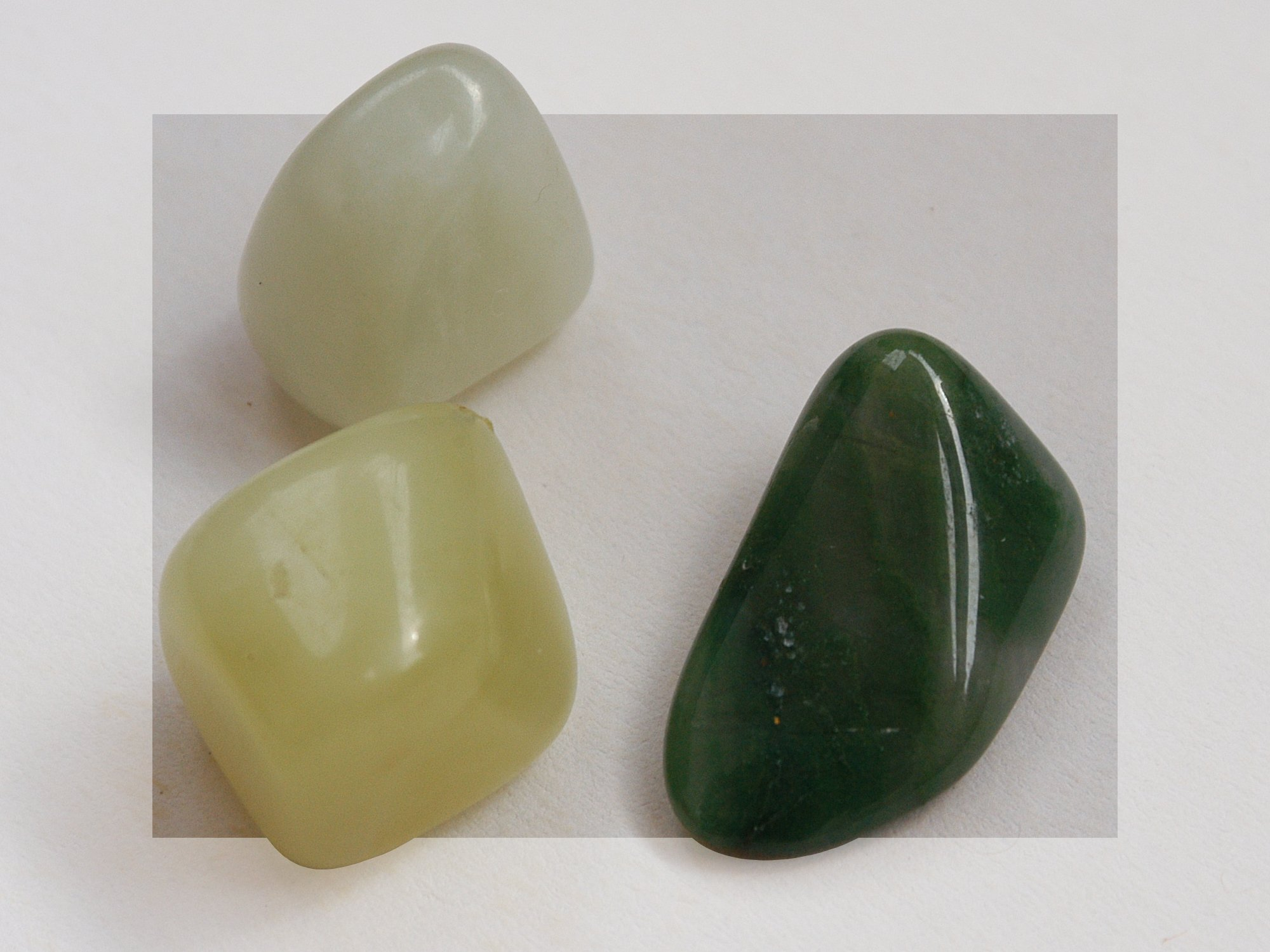
Kolory jadeitów

Jadeit egirynowy – ogniwo ciągłego szeregu izomorficznego jadeit – egiryn – kosmochlor.
Ciemnozielona, zbita odmiana jadeitu. Jest roztworem stałym jadeitu i egirynu. Im więcej zawiera cząsteczki egirynowej, tym silniej jest zabarwiony na zielono. Odmiany silniej zabarwione są pleochroiczne.

## Występowanie
Występuje wśród eklogitów, łupków glaukofanowych, amfibolitów: w skałach tworzących się w średnich i wysokich zakresach metamorfizmu facji amfibolitowej
Miejsca występowania: Włochy, Japonia,

## Zastosowanie
- interesujący dla naukowców
- ceniony[przez kogo?] i poszukiwany kamień kolekcjonerski
- kamień dekoracyjny i ozdobny (do wyrobu drobnej galanterii ozdobnej, rzeźb)
- czasami służy do wyrobu biżuterii (niedrogiej lub artystycznej).